# Eleição municipal de São José de Ribamar em 2004
A eleição municipal de São José de Ribamar em 2004 ocorreu em 3 de outubro de 2004. O prefeito era José Câmara Ferreira, do PTB, que terminaria seu mandato em 1 de janeiro de 2005. Luís Fernando Silva, do PFL, foi eleito prefeito de São José de Ribamar.

## Candidatos
|  | Nº | Candidato(a) a prefeito | Candidato(a) a prefeito                                | Candidato(a) a vice-prefeito | Candidato(a) a vice-prefeito                          | Coligação |
|  | -- | ----------------------- | ------------------------------------------------------ | ---------------------------- | ----------------------------------------------------- | --- |
|  | 12 |                         | Dr. Julinho (PDT) Júlio César de Sousa Matos           |                              | João Santiago (PDT) João da Silva Santiago Filho      | Frente Única Ribamarense - Partido Democrático Trabalhista (PDT) - Partido dos Trabalhadores (PT) - Partido Comunista Brasileiro (PCB) - Partido da Mobilização Nacional (PMN) - Partido Comunista do Brasil (PCdoB) |
|  | 25 |                         | Luís Fernando Silva (PFL) Luís Fernando Moura da Silva |                              | Ribamar Dourado (PFL) José Ribamar Dourado Nascimento | São José de Ribamar Melhor para Todos - Partido da Frente Liberal (PFL) - Partido Progressista (PP) - Partido Trabalhista Brasileiro (PTB) - Partido do Movimento Democrático Brasileiro (PMDB) - Partido Social Liberal (PSL) - Partido Trabalhista Nacional (PTN) - Partido Liberal (PL) - Partido Popular Socialista (PPS) - Partido dos Aposentados da Nação (PAN) - Partido Renovador Trabalhista Brasileiro (PRTB) - Partido Humanista da Solidariedade (PHS) - Partido Trabalhista Cristão (PTC) - Partido Socialista Brasileiro (PSB) - Partido Verde (PV) - Partido Republicano Progressista (PRP) - Partido de Reedificação da Ordem Nacional (PRONA) |
|  | 45 |                         | Alberto Franco (PSDB) Carlos Alberto Franco de Almeida |                              | Zé Matos (PSDB) José Ribamar de Matos Filho           | Forte é o Povo - Partido da Social Democracia Brasileira (PSDB) - Partido Social Cristão (PSC) - Partido Trabalhista do Brasil (PTdoB) |

## Resultado da eleição para prefeito
| 1º Turno 3 de outubro de 2004 | 1º Turno 3 de outubro de 2004 | 1º Turno 3 de outubro de 2004 | 1º Turno 3 de outubro de 2004 |
| Candidato(a)                  | Vice                          | Votação                       | Votação                       |
| Candidato(a)                  | Vice                          | Total                         | Porcentagem                   |
| ----------------------------- | ----------------------------- | ----------------------------- | ----------------------------- |
| Luís Fernando Silva (PFL)     | Ribamar Dourado (PFL)         | 19.377                        | 48,02%                        |
| Dr. Julinho (PDT)             | João Santiago (PDT)           | 18.502                        | 45,86%                        |
| Alberto Franco (PSDB)         | Zé Matos (PSDB)               | 2.468                         | 6,12%                         |
| Total de votos válidos        | Total de votos válidos        | 40.347                        | 100,00%                       |
| Votos apurados                |                               |                               |                               |
| Votos válidos                 | Votos válidos                 | 40.347                        | 94,19%                        |
| Votos em branco               | Votos em branco               | 612                           | 1,43%                         |
| Votos nulos                   | Votos nulos                   | 1,878                         | 4,38%                         |
| Total de votos apurados       | Total de votos apurados       | 42.837                        | 100,00%                       |
| Eleitores                     |                               |                               |                               |
| Comparecimento                | Comparecimento                | 42.837                        | 84,36%                        |
| Abstenções                    | Abstenções                    | 7.940                         | 15,64%                        |
| Total de eleitores            | Total de eleitores            | 50.777                        | 100,00%                       |